# Porcupine
Porcupine — третій студійний альбом англійської групи Echo & the Bunnymen, який був випущений 4 лютого 1983 року.

## Композиції
1. The Cutter (пісня) — 3:56
2. The Back of Love — 3:14
3. My White Devil — 4:41
4. Clay — 4:15
5. Porcupine — 6:01
6. Heads Will Roll — 3:33
7. Ripeness — 4:50
8. Higher Hell — 5:01
9. Gods Will Be Gods — 5:25
10. In Bluer Skies — 4:33

## Учасники запису
- Іен Маккаллох — вокал, гітара
- Уїлл Сарджент — гітара
- Лес Паттінсон — бас гітара
- Піт де Фрейтас — ударні